# 黃文玲
黃文玲（1969年8月11日—），是臺灣執業律師和政治人物，前臺灣團結聯盟立法委員，出身於彰化縣政治世家。父母親都是彰化人，父親黃石城為前彰化縣縣長、行政院政務委員、總統府國策顧問、中央選舉委員會主任委員，母親陳照娥為前國民大會代表、臺灣省政府委員，胞兄黃偉峰為現任駐瑞士代表。
黃文玲取得國立交通大學管理學院經營管理碩士、東吳大學法學士，曾任經濟部中小企業處榮譽諮詢律師、中華民國仲裁協會仲裁人、中國青年創業協會總會講師及法律顧問、彰化縣政府及鄉鎮法律扶助顧問、臺灣農墾會法律顧問、臺北市自閉兒社會福利基金會顧問，現任碩成國際法律事務所主持律師、臺北市彰化青年菁英會理事長、中華民國世界和平婦女會法律顧問。
2011年10月11日，黃文玲獲台灣團結聯盟提名為2012年中華民國立法委員選舉全國不分區立委排名第二位並當選。
2014年九合一選舉，黃文玲以無黨籍參選彰化縣長選舉。該次選舉由民進黨之魏明谷當選。
2018年九合一選舉，黃文玲以無黨籍參選彰化縣長選舉。2018年10月7日，黃文玲競選總部成立大會，台北市市長柯文哲之母何瑞英當場宣布認黃文玲當乾女兒。
黃文玲公開支持愛家公投，支持對性別平等教育延後至國高中、認識理解同志教育不應該教學、同性戀婚姻並非一般婚姻等的政策公投。但黃文玲2012年擔任立委期間，亦提出婚姻平權法案，前後態度矛盾不一致。
黃文玲支持轉型正義，聲援平反太極門案，她認為目前台灣做的不是真正的轉型正義，德國很多冤案，若無法以訴訟程序處理，就以轉型正義來撤銷行政處分，全看政府有無決心要做。她呼籲政府應真正落實轉型正義，平反太極門24年假案！。

## 爭議
2014年九合一選舉，民主進步黨立委段宜康質疑，黃文玲不惜從台聯退黨參選彰化縣長、而且把砲口對準民進黨彰化縣長候選人魏明谷；段宜康還說，黃文玲和中國國民黨彰化縣長候選人林滄敏共用同一金主蕭景田，他質疑台聯脫黨的黃文玲如同是台聯出身的賴幸媛、周玉蔻和錢林慧君投靠國民黨。
2014年7月18日，黃文玲召開記者會宣布以無黨籍身分參選彰化縣長，並批評民進黨在彰化縣長選戰尚未開打就私下放話，且魏明谷民調低迷、無心端出政見，民進黨卻急於整合其他人；但這屆魏明谷卻以得票率53%高票當選，而黃文玲得票卻不到5.3%；黃文玲還說，為了她擬參選彰化縣長，台聯黨中央在本年4月底有人「下條子」要求她自動停權；同日，台聯秘書長林志嘉委婉表示，黨中央與黃文玲確實有些「協調」。
2014年8月11日，黃文玲批評，本月8日魏明谷陣營派人與她協議本月23日舉辦縣政辯論、本月26日參加政論節目、然後以民調決定誰代表泛綠參選彰化縣長，本月10日晚間魏明谷陣營卻通知協議無效，魏明谷陣營出爾反爾令人難以接受，魏明谷陣營應負責後果與責任。同日，魏明谷說，民進黨中執委本月20日將開會確認提名各縣市長參選人，民進黨中央代表找黃文玲協商時不知道本月20日要開會，獲知後在第一時間通知黃文玲，並非故意說話不算數。
2014年10月21日，黃文玲到彰化地檢署控告魏明谷涉嫌違反《公職人員選舉罷免法》，並要求魏明谷登報道歉及賠償她新台幣1,000萬元名譽損失。
2014年11月21日，黃文玲率領支持者前往魏明谷競選總部抗議，宣傳車上綁著「活捉十一寇段宜康」八字布條，抗議魏明谷透過段宜康指控她與林滄敏疑似收取蕭景田的金援，要求魏明谷若無法舉證就應該退選，也要求段宜康若無法舉證就應該辭任立委；魏明谷競選總部回應，黃文玲此舉已喪失民主風範。
2016年6月28日，台北地方法院判決段宜康有期徒刑4月，得易科罰金，並褫奪公權1年；法院認定，段宜康未經合理查證，僅憑地方傳聞就在網路上散佈不利特定候選人的訊息，已違反《公職人員選舉罷免法》。

## 選舉紀錄

### 2014年彰化縣長選舉

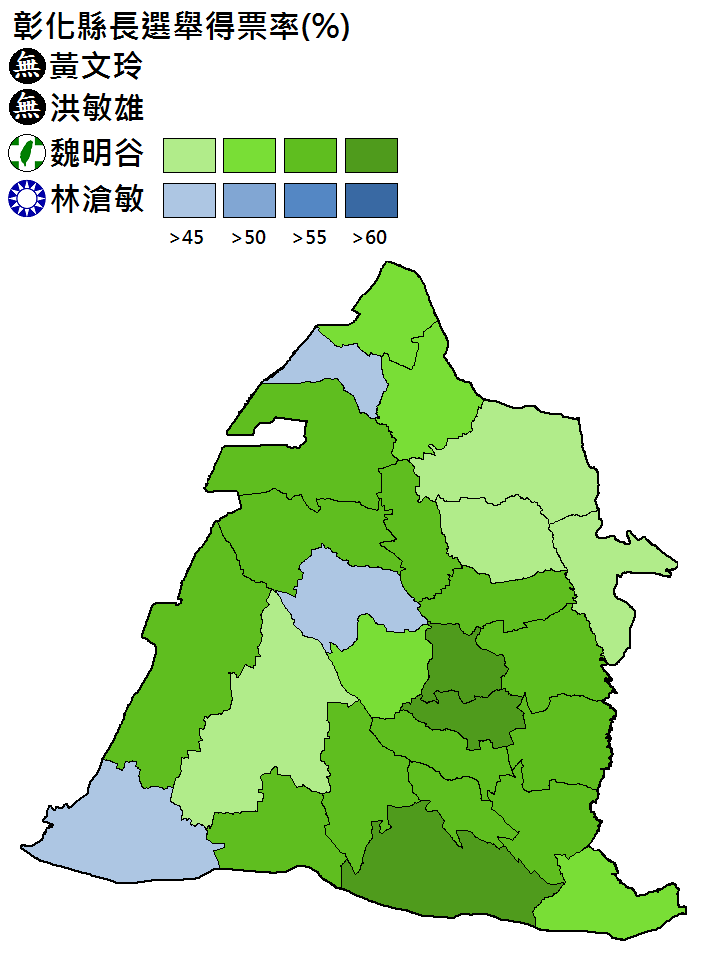
彰化縣長選舉得票分布。

| 1        | 黃文玲   | 無黨籍         | 37,593票  | 5.23%                          |                                |
| 2        | 洪敏雄   | 無黨籍         | 10,674票  | 1.48%                          |                                |
| 3        | 魏明谷   | 民主進步黨     | 386,405票 | 53.71%                         | 當選                           |
| 4        | 林滄敏   | 中國國民黨     | 284,738票 | 39.58%                         |                                |
| 選舉日期 | 選舉日期 | 2014年11月29日 | 選舉人數  | 1,015,804人                    | 1,015,804人                    |
| 投票率   | 投票率   | 72.93%         | 投票人數  | 有效：719,410人 無效：21,387人 | 有效：719,410人 無效：21,387人 |

### 2018年彰化縣長選舉

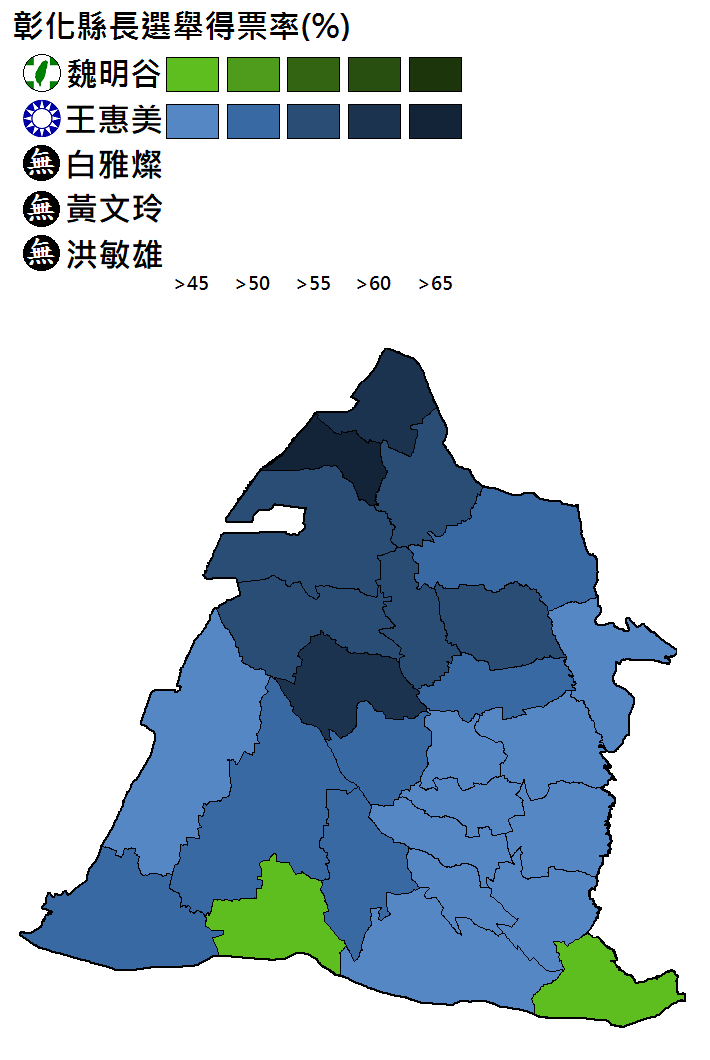
彰化縣長選舉得票分布。

| 1        | 魏明谷   | 民主進步黨     | 283,269票 | 39.87%                         |                                |
| 2        | 王惠美   | 中國國民黨     | 377,795票 | 53.18%                         | 當選                           |
| 3        | 白雅燦   | 無黨籍         | 7,402票   | 1.04%                          |                                |
| 4        | 黃文玲   | 無黨籍         | 34,690票  | 4.88%                          |                                |
| 5        | 洪敏雄   | 無黨籍         | 7,263票   | 1.02%                          |                                |
| 選舉日期 | 選舉日期 | 2018年11月24日 | 選舉人數  | 1,031,222人                    | 1,031,222人                    |
| 投票率   | 投票率   | 70.90%         | 投票人數  | 有效：710,419人 無效：20,717人 | 有效：710,419人 無效：20,717人 |

## 外部連結
- 碩成國際法律事務所合夥律師 黃文玲簡介 （页面存档备份，存于）

| 政党职务     | 政党职务                                         | 政党职务      |
| ------------ | ------------------------------------------------ | ------------- |
| 台灣團結聯盟 |                                                  |               |
| 前任： 首任  | 台聯立法院黨團總召集人 2012年2月1日─2014年2月1日 | 繼任： 賴振昌 |